# Jowhar

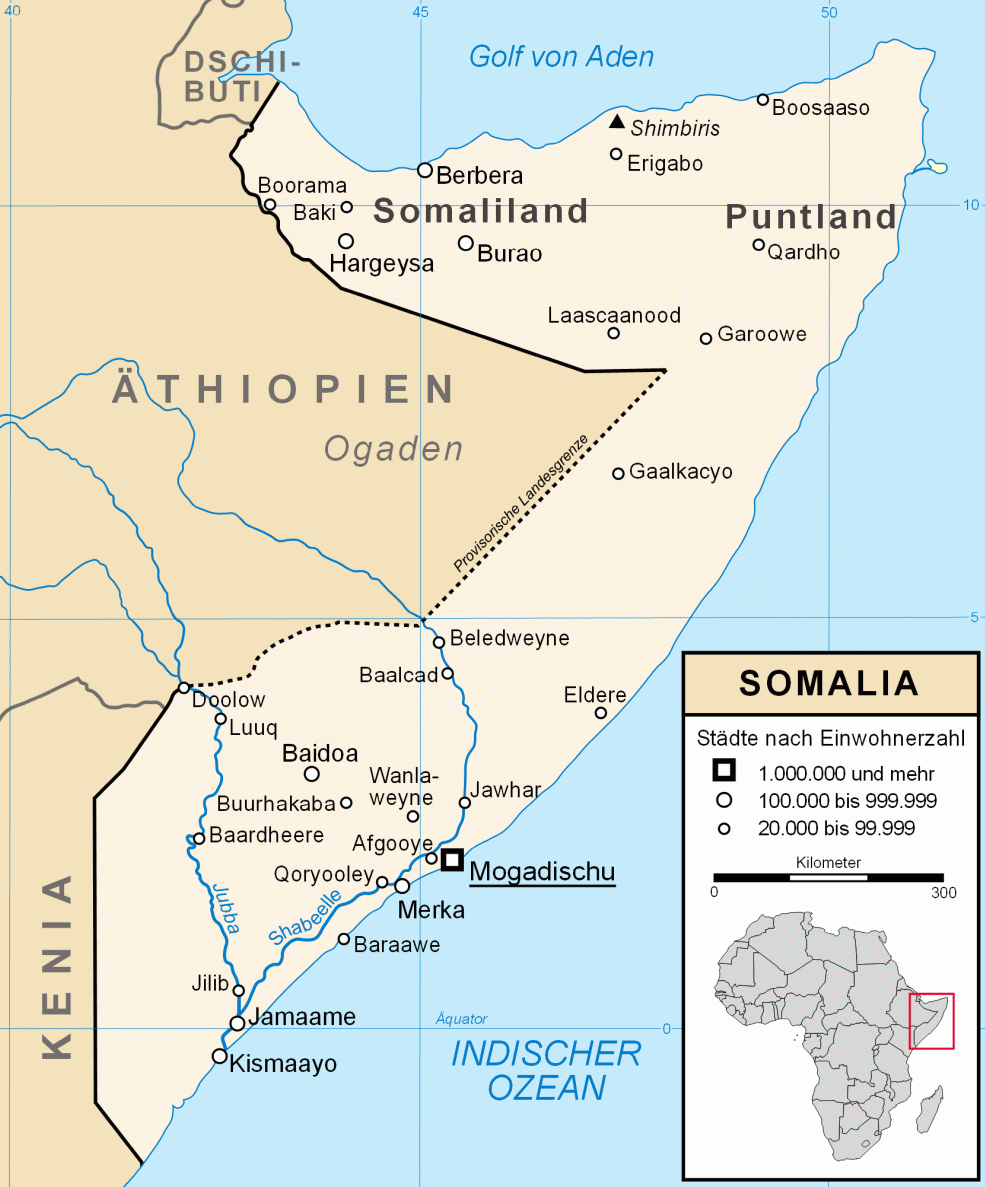
Karte Somalias

Jowhar (auch Jawhar, Johar oder Giohar geschrieben, früherer Name Villaggio Duca degli Abruzzi) ist eine Stadt in Zentral-Somalia mit etwa 48.000 Einwohnern. 

## Geografische Lage
Die Stadt liegt am Fluss Shabeelle ca. 90 km nördlich der Landeshauptstadt Mogadischu. Jowhar ist die Hauptstadt der Region Shabeellaha Dhexe.

## Geschichte

### Kolonialgeschichte
Jowhar wurde 1920 in der damaligen Kolonie Italienisch-Somaliland von Luigi Amadeo von Savoyen, dem Herzog der Abruzzen, als landwirtschaftliche Siedlung im Gebiet der Shidle gegründet. Der Ort hieß zunächst nach seinem Gründer Villaggio Duca degli Abruzzi oder Villabruzzi. 1926 bestand die Siedlung aus 16 Dörfern, in denen 200 Italiener und 3000 Somalier lebten. 1928 erreichte die Bahnstrecke Mogadischu–Villaggio Duca degli Abruzzi die Siedlung. Sie hatte die Spurweite 950 mm und wurde 1941 im Zweiten Weltkrieg von britischen Truppen abgebaut. Bis 1935 oder 1936 wurde die Verbindung von Villaggio Duca degli Abruzzi Richtung Norden mit der Bahnstrecke Villaggio Duca degli Abruzzi–Bulo-Burti ausgebaut, die allerdings die Spurweite 600 mm aufwies.
Während anfangs Baumwolle wichtigstes Anbauprodukt war, wurde sie später aufgrund sinkender Weltmarktpreise von Zuckerrohr abgelöst. Zudem wurden Bananen angebaut und nach Italien exportiert.

### Nach der Unabhängigkeit
Im unabhängigen Somalia wurde Jowhar Mitte der 1980er Jahre Hauptstadt der Region Shabeellaha Dhexe, als diese von der Region Benadir abgetrennt wurde.
Im seit 1991 andauernden somalischen Bürgerkrieg hatte der Warlord Mohammed Omar Habeb Dheere seine Machtbasis in Jowhar. 2004 wurde die Stadt zusammen mit Baidoa zur provisorischen Hauptstadt der somalischen Übergangsregierung gemacht, da sich die eigentliche Hauptstadt Mogadischu unter der Kontrolle verschiedener rivalisierender Clanführer und Kriegsherren befand und zu unsicher war. Ein Teil des Übergangsparlaments wurde in Jowhar angesiedelt. Im Februar 2006 verließen jedoch Übergangspräsident Abdullahi Yusuf Ahmed und Ministerpräsident Ali Mohammed Ghedi die Stadt, und am 13. Juli desselben Jahres wurde Jowhar von der Union islamischer Gerichte eingenommen. Am 26. Dezember eroberten Truppen der Übergangsregierung und des benachbarten Äthiopien Jowhar wieder.
2007 wurde Jowhar Ziel von Binnenvertriebenen, die vor Kämpfen zwischen regierungstreuen Kräften und regierungsfeindlichen Milizen in Mogadischu flohen. Anfang 2008 nahmen Islamisten und weitere Gegner Äthiopiens und der Übergangsregierung die Stadt mehrmals für kurze Zeit ein. Im April desselben Jahres übernahmen sie dauerhaft die Kontrolle, begannen nächtliche Patrouillen und nahmen nach eigenen Angaben Banditen fest. Im Mai 2008 wurde ein islamischer Gerichtshof in der Stadt eingerichtet.